# Олійник Дмитро Олегович
Дмитро́ Оле́гович Олі́йник (1983, Львів — 29 березня 2022, Миколаїв) — старший лейтенант Збройних сил України, учасник російсько-української війни.

## Життєпис
У 2014 році у складі 79-ї окремої десантно-штурмової бригади брав участь в АТО, того ж року на висоті Браво зазнав важкого поранення. Через уламки в печінці й тазу не зміг повернутися на службу.
У 2017 році почав займатись спортом. У 2021 році Дмитро Олійник був єдиним представником від Миколаївської області на Іграх воїнів (англ. Warrior Games) — змаганнях серед ветеранів, що зазнали поранень під час виконання військових обов'язків. Здобув срібло з веслування на тренажері (подолав 337 метрів за хвилину), та бронзу з бігу.
2022 року через повномасштабне вторгнення Росії в Україну вступив до лав територіальної оборони Миколаєва. Помер під час ракетного удару по будівлі Миколаївської обласної державної адміністрації 29 березня 2022. Залишились дружина та маленька донька. Похований у рідному Львові.

## Нагороди
26 липня 2014 року — за особисту мужність і героїзм, виявлені у захисті державного суверенітету та територіальної цілісності України, вірність військовій присязі під час російсько-української війни, відзначений — нагороджений орденом Богдана Хмельницького III ступеня.